# Deset Ispod Nule
Deset Ispod Nule è il primo album in studio di Radmila Manojlović, contenente 9 tracce, fra cui i singoli usciti negli anni precedenti "Nikada Vise", "Bole Usne Neverne" e "Bolje Ona Nego Ja".
L'album, uscito a giugno del 2009, ha avuto subito un enorme successo in tutte le regioni balcaniche.
I singoli estratti dall'album con maggior successo furono "50 Puta", "Rodjendan" e l'omonimo singolo dell'album "Deset Ispod Nule".

## Tracce
1. Deset Ispod Nule
2. Rodjendan
3. Mladez
4. Kad Bi Znao
5. 50 Puta
6. Nikada Vise
7. Bolje Ona Nego Ja
8. Bole Usne Neverne
9. Zagrli Me Ti